# BRCA2
BRCA2 (em inglês, breast cancer 2) é um gene supressor de tumor e, assim como BRCA1, a identificação de mutações nesse gene é relevante para o diagnóstico de predisposição ao câncer de mama e ovário. Mutações nesse gene também conferem risco aumentado para o  muitos outros tipos de câncer, incluindo câncer de mama em homens, câncer de pâncreas e câncer de próstata. Os produtos gênicos de BRCA1 e BRCA2 atuam em uma via comum importante para a integridade do genoma e manutenção da estabilidade cromossômica.
O gene foi identificado em 1994 por pesquisadores do Institute of Cancer Research (Londres) sob a liderança do Professor Michael Stratton, a partir de estudos em famílias acometidas pelo câncer de mama e que não apresentavam mutações no gene BRCA1. A efetiva localização do gene no cromossomo 13 e publicação da descoberta se deram no ano de 1995 na revista Nature.

Vários organismos possuem regiões de homologia com a proteína BRCA2 humana, das quais o domínio de ligação DSS1 (DBD) da região C-terminal é a porção mais conservada de BRCA2 entre seus ortólogos nos metazoas, plantas e fungos.

## Localização e estrutura do gene

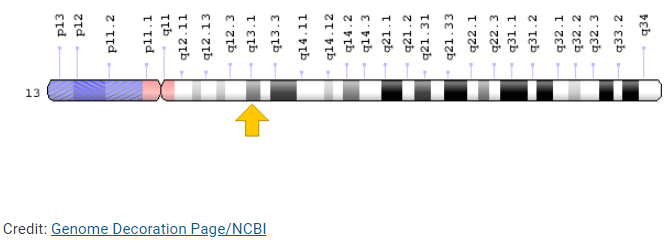
Localização citogenética do gene BRCA2 no cromossomo 13. (13 q 13.1)

O gene BRCA2 localiza-se no braço longo do cromossomo 13 na posição 13.1 (13q13.1)  e é composto por 27 exons. Suas coordenadas genômicas compreende-se entre as posições 32 315 480 e 32 399 672 do cromossomo 13.

## Estrutura da proteína
O gene BRCA2 codifica uma proteína de 3 418 aminoácidos denominada BRCA2. Esta proteína no geral é dividida em três regiões: a porção amino (N) terminal; região repetitiva BRC contendo um sinal de exportação nuclear (NES - nuclear export signal); e a região carboxi (C) terminal contendo o sinal de localização nuclear (NLS - nuclear localization signal), outro sinal de exportação nuclear (NES) e o domínio de ligação com DSS1 (DBD - DSS1 binding domain).
A proteína de BRCA2 forma complexos proteicos compostos por um dímero delas mesmas e algo entre 4 ou 5 moléculas de RAD51, uma outra proteína que assiste na reparação da quebra da dupla cadeia de DNA. este complexo proteico tem a capacidade de se ligar a dupla fita de DNA quebradas e reparar tais quebras. para a ligação com a RAD51 ser estabilizada, é necessário um motivo proteico de 39 aminoácidos para, ausente em algumas mutações na BRCA2 e que possivelmente está envolvida com sua perda de função e acúmulo de mutações nas células mamárias.
Outra região crítica para mutações dentro da BRCA2 é seu domínio helicoidal, formado pelas alfa hélices 1, 8, 9 e 10. a interação das alfa hélices 9 e 10 com o domínio OB1 da BRCA2 dimerizada cria o domínio de ligação com a DSS1.

## Função
Há muitas funções associadas ao BRCA2, dentre as quais uma das principais é sua participação no reparo de quebras de fita dupla no DNA por meio de recombinação homóloga, atuando na mesma via que BRCA1. O reparo por recombinação homóloga usa a cromátide irmã como molde e representa um mecanismo de reparo bastante preciso, evitando a ocorrência de translocações e deleções na molécula, atuando durante as fases S e G2 do ciclo celular e, portanto, tendo importante papel na manutenção da estabilidade genômica.
Uma outra via em que BRCA2 participa é no reparo de ligações cruzadas no DNA, juntamente ao produto gênico de FA (gene associado a Anemia Fanconi). Sua integração com as proteínas FA e RAD51 também é necessária para que estes, durante a replicação do DNA, protejam a fita de DNA nascente contra degradação na forquilha de replicação.
No início da mitose, há interação de BRCA2 com BRAF35 e a cromatina quando esta começa a se condensar, sugerindo sua importância na progressão do ciclo celular. Além disso, parece também estar associado no controle da duplicação do centrossomo e na regulação da citocinese, no qual é componente do midbody, estrutura que atua no processo final de separação das células filhas na mitose.

## Mecanismo
BRCA2 é uma proteína multifatorial que interage com diversas proteínas e participa de diversas vias de regulação.

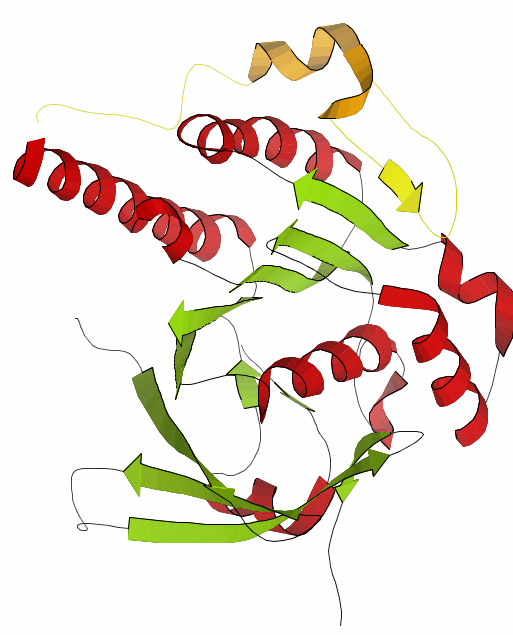
Complexo RAD51-BRCA2, caracterizado por atuar no reparo por recombinação homóloga

A porção N-terminal da BRCA2 interage com PALB2/FANCN (Partner and Localizer of BRCA2), que liga fisicamente BRCA1 e BRCA2 e é crítico para a manutenção da função de reparo do DNA dessas proteínas. Essa mesma porção também é conhecida por se ligar com as proteínas EMSY (BRCA2 interacting transcriptional repressor) e HP1 (Hyperoxaluria Primary Type 1), envolvidas na remodelação da cromatina.
A região dos resíduos 200-600 parece interagir com o centrossomo e midbody (estrutura transitória que conecta as duas células filhas no final da citocinese) associados com os complexos CEP55-TSG101 e CEP55-ALIX, necessários nos processos de citocinese e separação efetiva das células filhas durante a mitose.
A região central do BRCA2 contêm 8 repetições BRC inter-espaçadas de cerca de 35 resíduos cada, na qual RAD51 (recombinasse) liga-se. No processo de recombinação homóloga, BRCA2 atua no direcionamento da invasão da cromátide não irmã na região de homologia do cromossomo homólogo e promove a atividade de reparo de RAD51.
O sinal de exportação nuclear (NES) presente na região central de BRCA2 é necessária para a localização do centrossomo. Foi identificado também uma região de ligação DMC1 (Disrupted Meiotic cDNA 1) após as repetições BRC, implicando no envolvimento de BRCA2 na recombinação meiótica.
A interação da proteína DSS1 com a região de sinal de exportação nuclear (NES) da porção C-terminal do BRCA2 controla a localização deste no núcleo; e sua interação com a região DBD parece estar relacionada com a estabilização de BRCA2. Na porção C-terminal há também outra região de ligação com RAD51, cuja interação é regulada através da fosforilação por CDK1 (Cyclin Dependent Kinase 1) e é importante para a entrada da célula em processo de mitose. Esta região de fosforilação também está associada na inibição da degradação da fita de DNA na forquilha de replicação durante a fase S. Há também dois sinais de localização nuclear (NLS) funcionais essenciais para a translocação de BRCA2 para o núcleo.
Muitas das funções e mecanismos de atuação de BRCA2 ainda não estão muito claros.

## Mutações encontradas no gene do BRCA2.

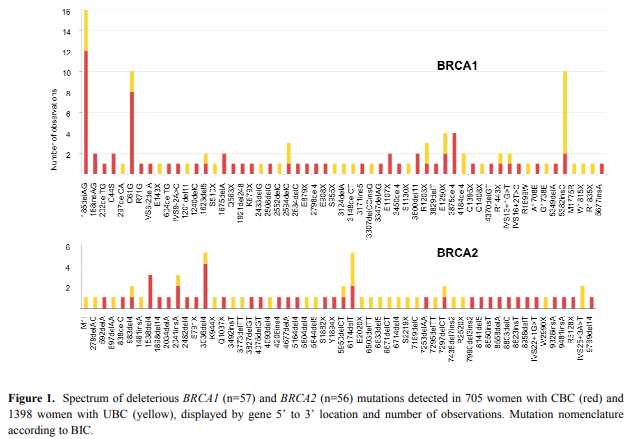
Espectro de mutações deletérias em BRCA1 (n=57) e BRCA2 (n=56) em mulheres jovens com câncer de mama unilateral (em amarelo) e contralateral (em vermelho). As deleções foram colocadas na ordem 5’-3’.

Os tipos de mutações incluem deleção parcial ou completa do gene, duplicações, grandes inserções, alteração no splicing, mudança no quadro de leitura e mutações missense e nonsense. As deleções e inserções geralmente resultam em estrutura e função proteicas alteradas.
Foram-se reportadas mais de 3 500 mutações para os genes BRCA1/2, havendo diferenças no espectro de mutações  dependendo da etiologia do portador.
Na população de judeus Asquenazes, 10-12% das mulheres diagnosticadas com câncer de mama apresentam mutações nos genes BRCA1/2, apresentando uma frequência mais elevada quando comparada às outras populações caucasianas, pois a população em questão portam alelos de BRCA1/2 mutados de origem remotas, na qual uma das mutações descritas em BRCA2 é a c.5946del. Mutações fundadoras em genes BRCA como BRCA1c. 5266dup, BRCA2999del5 e BRCA1delexon17 foram descritas em populações eslavas, finlandesa, islandesa e germânica.
Uma pesquisa realizada em 2010 a respeito das mutações nos genes BRCA 1 e 2 em 2 103 mulheres jovens com câncer de mama unilateral e contralateral, identificou 113 mutações deletérias diferentes, das quais 57 ocorrem em BRCA1.

## Câncer e BRCA2
Câncer de mama é o câncer mais comum em mulheres, sendo que de 10 mulheres saudáveis 1 desenvolve câncer de mama. No Brasil no ano de 2018 a incidência de casos foi de 59 700  de acordo com o INCA. Existem vários fatores de risco que influenciam no desenvolvimento do câncer de mama. Entre eles temos fatores ambientais, hormônios e obesidade, porém o fator de risco mais importante é o histórico familiar. Mutações nos genes BRCA1 e BRCA2 vem sendo associadas ao desenvolvimento de câncer de mama e de ovário, sendo que as mutações em BRCA2 são responsáveis por 10% dos casos de famílias com casos de câncer de mama.
Os portadores de mutações no gene BRCA2 apresentam um risco maior de desenvolvimento do câncer de mama quando comparado aos portadores de mutação no gene BRCA1. O risco de câncer de ovário, câncer de próstata e câncer de mama em homens também é maior em portadores de mutações em BRCA2.
Além desses dois tipos de câncer os portadores de mutações em BRCA apresentam risco de desenvolver outros tipos de câncer como o câncer de próstata, câncer das tubas uterinas, câncer pancreático, câncer colorretal,  câncer endometrial e melanoma.

## Penetrância
As mutações associadas ao gene BRCA2 apresentam penetrância incompleta. No caso do câncer de mama as mutações no gene BRCA1 apresentam uma penetrância de 80%e no câncer de ovário a penetrância é de 20%, sendo que o risco de desenvolver câncer de ovário pode variar dependendo do tipo de mutação no gene BRCA2. Mulheres com uma mutação na região conhecida em inglês como ovarian cancer cluster apresentam um risco maior de desenvolver câncer de ovário.
É importante ressaltar que as estimativas da penetrância variam entre países. Dentre as causas temos como exemplo a utilização de contraceptivos e ooforectomia que influenciam no risco do desenvolvimento de câncer e ocorrem de forma variada entre os países. A conscientização dos portadores das mutações também vem influenciando a penetrância visto que a conscientização permite a realização de tratamentos preventivos diminuindo a penetrância.

## Fanconi anemia (FANCD1)
Anemia de fanconi, grupo de complementação D1 (FANCD1) é uma síndrome associada a mutações bialélicas no gene BRCA2. É uma doença clínica e geneticamente heterogênea descrita pela sua instabilidade genômica associada a defeitos no processo de reparo do DNA. Apresenta uma hipersensibilidade aos agentes de reticulação do DNA e aberrações cromossômicas.
O quadro clínico a anemia de Fanconi consiste em anormalidades no desenvolvimento de órgãos centrais, falência precoce da medula óssea e uma predisposição ao câncer.